# Mesogonia valida
Mesogonia valida är en insektsart som beskrevs av Young 1977. Mesogonia valida ingår i släktet Mesogonia och familjen dvärgstritar. Inga underarter finns listade i Catalogue of Life.